# Aussteuerungsreserve

Typische Programmpegel im Verlauf der Signalverarbeitung
AL = Analogpegel
SPL = Schalldruckpegel

Aussteuerungsreserve, im Englischen Headroom, ist ein Begriff aus der Rundfunk- und Fernsehtechnik. Er bezeichnet den Unterschied zwischen Nennpegel und technischem Maximalpegel. Davon zu unterscheiden ist der in der deutschen Literatur geprägte Begriff Übersteuerungsreserve.
Die Eingänge, Ausgänge und Speichermedien von analogen und digitalen tontechnischen Systemen (Verstärker, Lautsprecher, Mischpulte, Digitalrechner) sind nur für einen endlichen Wertebereich des Signals ausgelegt. Bei analogen Geräten sind die Grenzen nach unten durch den Fremdspannungspegel, nach oben durch den Klirrfaktor definiert. Bei digitalen Systemen (vor allem Festkomma-basierten) ist auf der unteren Seite das Quantisierungsrauschen (die Auflösung) begrenzender Faktor, auf der anderen Seite gibt es eine Obergrenze, oberhalb derer die Signalwerte auf den Maximalwert reduziert werden (Clipping).
Die Aussteuerungsreserve ist der Sicherheitsabstand des Nennpegels oder Bezugspegels zum technischen Maximalpegel.
In der Rundfunk- und Fernsehtechnik wird der Programmpegel (Nennpegel = Vollaussteuerung) mit einem QPPM gemessen, der technische Maximalpegel kann nur mit einem (nahezu) trägheitslosen SPPM oder TruePeakMeter gemessen werden.
Im Prinzip ist die erforderliche Größe der Aussteuerungsreserve sowohl signalabhängig als auch abhängig von der Trägheit des Aussteuerungsmessers. Jedoch würde dieses bedeuten, dass man – je nach Dynamik des Signals – jedes Mal einen neuen Bezugspegel ermitteln müsste. Möchte man alle Arten von Programm-Material unverzerrt aufnehmen können, ohne jedes Mal den Bezugspegel zu ändern, so nimmt man das Quellsignal mit der höchsten Dynamik als Maßstab. Typischerweise besonders hohe Dynamik haben beispielsweise Sprachaufnahmen nah am Mikrofon sowie Schlagzeug- und Percussion-Instrumente.
Trägheitslose Messinstrumente, Spitzenpegelmesser (True-Peak-Meter), benötigen keine Aussteuerungsreserve, da sie die höchsten Spitzen des Signals anzeigen. Die meisten ungenormten Aussteuerungsmesser integrieren aber über kurze oder längere Zeitintervalle und zeigen daher diese kurzzeitigen Spitzen nicht an. Je träger das Messgerät anzeigt, desto größer muss die zugeordnete Aussteuerungsreserve sein.

## Aussteuerungsreserve genormter Messgeräte
Für das Vu-Meter wurde ein Bezugspegel von +4 dBu festgelegt, der Maximalpegel liegt üblicherweise bei +22 dBu. Somit ergibt sich für das VU-Meter eine Aussteuerungsreserve von 18 dB.
Innerhalb der ARD wird als Standard-Messinstrument das QPPM (Quasi Peak Program Meter) verwendet. Der Bezugspegel für Vollaussteuerung (100 %) liegt bei +6 dBu (−9 dBFS), der Maximalpegel bei +15 dBu (0 dBFS). Sowohl analog als auch digital liegt die Aussteuerungsreserve (Headroom) also bei 9 dB.

## Rundfunk
In der Bearbeitungskette des Rundfunks besteht ein Unterschied zwischen dem technischen Maximalpegel des Digitalsignals (0 dBFS) und dem maximal möglichen Sendepegel. Der maximale Sendepegel wird durch die Grenzen der Modulation des frequenzmodulierten analogen Senders definiert, würde er überschritten, käme es zur Störung benachbarter Sender. Zur Einhaltung dieser Grenzen ist die gebende Anstalt verpflichtet. Die Studiogeräte vor dem Sendebegrenzer erlauben natürlich technische Maximalpegel bis 0 dBFS, die 100 % Modulation des Senders ist aber meistens bereits mit −9 dBFS erreicht. Die Aussteuerungsreserve von 9 dB wird daher durch den Sendebegrenzer wirkungslos, die durch die Aussteuerungsreserve noch vorhandene Signaldynamik wird vom Sendebegrenzer entfernt.